# Baza lotnicza Lielvārde
Baza lotnicza Lielvārde – baza lotnicza Łotewskich Sił Powietrznych zlokalizowana w mieście Lielvārde, na Łotwie. Otwarta w 1970 jako sowiecka baza lotnicza, od 1994 używana przez armię łotewską.